# Gratis
Gratis (lateinisch gratia, „Gefälligkeit, Dank“) ist ein in der deutschen Sprache verwendetes Adverb in der Bedeutung „ohne dass etwas dafür bezahlt werden muss; unentgeltlich, kostenlos.“

## Begriff
Es handelt sich um eine Entlehnung aus dem 16. Jahrhundert vom gleichbedeutenden Adverb lat. grātīs, das wiederum aus grātiīs, dem Ablativ Plural von lateinisch grātia „Gunst, Dank, Erkenntlichkeit“, entstanden ist; eigentlich bedeutet es „um des bloßen Dankes willen“ und somit nicht Belohnung.
In der Umgangssprache verbreitet ist die Redewendung „gratis und franko“ in verstärkender Bedeutung (franko, veraltend aus der Kaufmannssprache für „portofrei“, italienisch franco, gekürzt aus: porto franco = Beförderung frei, zu franco = frei). Historisch wurde laut Meyers Konversations-Lexikon ein Gratist (auch Gratuist), jemand bezeichnet, „der etwas, namentlich Unterricht und Kost, umsonst empfängt“, ein sogenannter „Freischüler“; gratis et frustra steht dabei für „umsonst und vergebens“.
Laut Duden gehört gratis zum Wortschatz des Zertifikats Deutsch.

## Kostenfreiheit

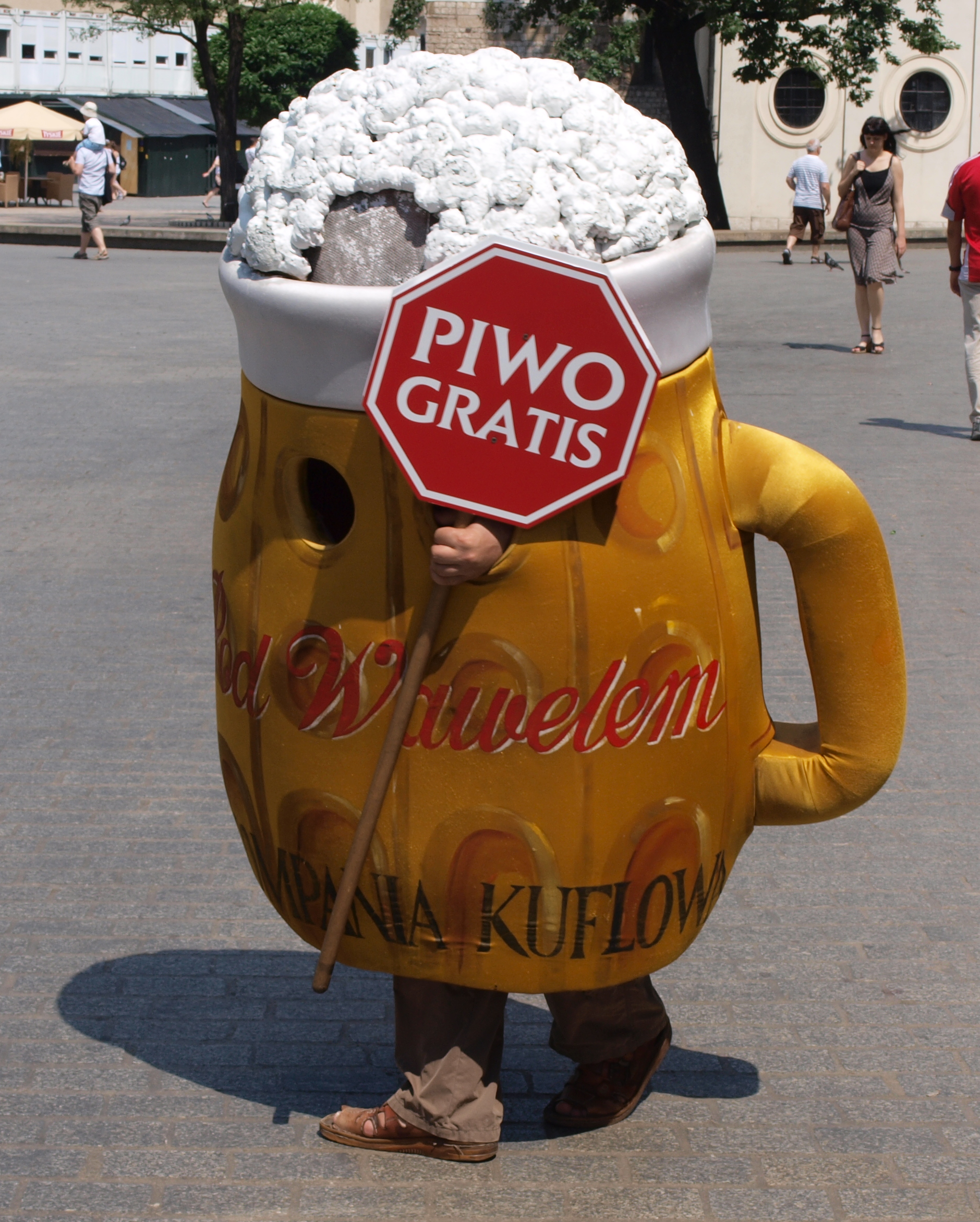
Straßenwerbung für „Gratis“-Bier in Polen (2010)

In der freien Wirtschaft gibt es außerhalb des (nichtkommerziellen) Privatbereichs i. d. R. keine Gabe allein um des Dankes Willen. Dieser Umstand wird u. a. durch das englische Akronym TANSTAAFL – there ain't no such thing as a free lunch ausgedrückt. Entstehende Kosten (Herstellung, Transport, Vermarktung) werden bestenfalls temporär versteckt oder umgelagert. Dies wird besonders deutlich anhand des Beispiels der sogenannten Gratiskultur, in der die Wirtschaftskreisläufe zu Marketingzwecken, letztlich zur Verkaufsförderung, unterbrochen wurden bzw. werden. Auch die „0 %-Leasing oder Kreditzins“-Werbung erweckt den Eindruck, dass es etwas kostenlos gebe; vielmehr sind die Kosten im Kaufpreis einkalkuliert.
Gratiszeitungen decken die nicht an den Leser weitergegebenen Herstellungskosten mit Hilfe von Werbung. Dieses Geschäftsmodell funktioniert ebenso mit „kostenfreien“ Apps oder Web-Inhalten. Die Bezeichnung „Gratisaktie“ ist irreführend, weil es sich um kein kostenloses „Geschenk“ an den Aktionär handelt. Vielmehr haben Aktionäre in der Vergangenheit ganz oder teilweise auf Dividenden verzichtet, die im Wege der Gewinnthesaurierung im Unternehmen geblieben sind. 
Da in der Volkswirtschaftslehre freie Güter (wie Luft oder Wasser) in einem ausreichenden Maße zur Verfügung stehen, haben sie keinen Preis. Das trifft in der Wirklichkeit allenfalls noch auf die Luft zu, denn Trinkwasser wird in den Industriestaaten durch die Wasserversorgung gegen Entgelt abgegeben.
Echte Kostenfreiheit findet man in der Wirtschaft nur bei selbst regenerierenden Ressourcen, also erneuerbaren Energien, die permanent von der Sonne bereitgestellt werden und bis zu einem gewissen Grade den damit verbundenen nachwachsenden Rohstoffen. Allerdings verursachen der Zugang dazu und die Verarbeitung Kosten.